# Object (taalkunde)
Object is in de redekundige ontleding de overkoepelende benaming voor alle mogelijke grammaticale functies van een zinsdeel waarop de door middel van het werkwoord uitgedrukte handeling direct of indirect betrekking heeft. 
Men onderscheidt aldus twee soorten objecten:
- Het direct object, dat gelijk te stellen is aan het lijdend voorwerp.

- Het indirect object, dat vaak overeenkomt met het meewerkend voorwerp, maar ook een van de volgende zinsdelen kan zijn:
belanghebbend voorwerp;
ondervindend voorwerp;
bezittend voorwerp;
ethische datief.